# Naturschutzgebiet Hölle (Oberpfalz)
Das Naturschutzgebiet Hölle liegt in der südlichen Oberpfalz in Bayern. Es umfasst einen rund 600 Meter langen Abschnitt des Höllbachtales mit umliegenden Waldflächen. Höllbach ist einer der Abschnittsnamen der Wiesent.
Das erstmals 1950 durch Verordnung ausgewiesene Naturschutzgebiet liegt im deutlich größeren FFH-Gebiet DE-6939-302 Bachtäler im Falkensteiner Vorwald. Dadurch ist es Teil des europäischen Schutzgebietsnetzes Natura 2000.

## Lage
Die Hölle liegt vier Kilometer südwestlich von Falkenstein zwischen Brennberg und Rettenbach im Falkensteiner Vorwald. Das Gebiet gehört überwiegend zu der im südlichen Landkreis Cham gelegenen Gemeinde Rettenbach, ein kleiner Anteil von gut zwei Hektar liegt in der Gemeinde Brennberg im Landkreis Regensburg. Der im Landkreis Cham gelegene Teil des Naturschutzgebiets zählt außerdem zum Naturpark Oberer Bayerischer Wald.

## Geologie
Das Höllbachtal ist ein ca. 18 ha großes Felsental des Falkensteiner Vorwaldes, das von unzähligen, übereinander getürmten mächtigen Gneis- und Granitblöcken geprägt wird. Sie verwitterten während der letzten Eiszeit in situ aus dem Gestein des Grundgebirges zu einem Blockmeer. An dieser Stelle tritt das Gestein in einer besonders eindrucksvollen Form der Wollsackverwitterung auf und ist zu großen Teilen von Moosen bedeckt.
Das Blockmeer entlang des Höllbaches, ein etwa 7000 Quadratmeter großer Teilbereich des Naturschutzgebiets, ist als Geotop gelistet.

## Bachlauf
Das Tal wird von einem im späteren Verlauf Wiesent genannten Bach durchflossen, der aus vielen kleineren Quellbächen bei Wiesenfelden gespeist wird. Zunächst sanft schlängelnd fließt das Gewässer unter den Namen „Rossbach“ und „Arracher Bach“, erreicht das obere Ende des Tales bei „Rettenbach/Postfelden“ und wird nun „Höllbach“ genannt. Er fließt nun als wilder Gebirgsbach in zahlreichen Adern durch die Felsenlandschaft und bricht in kleinen Wasserfällen und Kaskaden unter den mächtigen Granitblöcken hervor. Im westlichen Teil des Naturschutzgebietes mündet von rechts der Ruderszeller Bach, der hier auch die Gemeinde- und Landkreisgrenze bildet, in den Höllbach. Der Bach führt weiter vorbei an Dosmühle und südlich Brennberg bis Wörth, wo er schließlich in die Donau mündet.

## Naturschutz

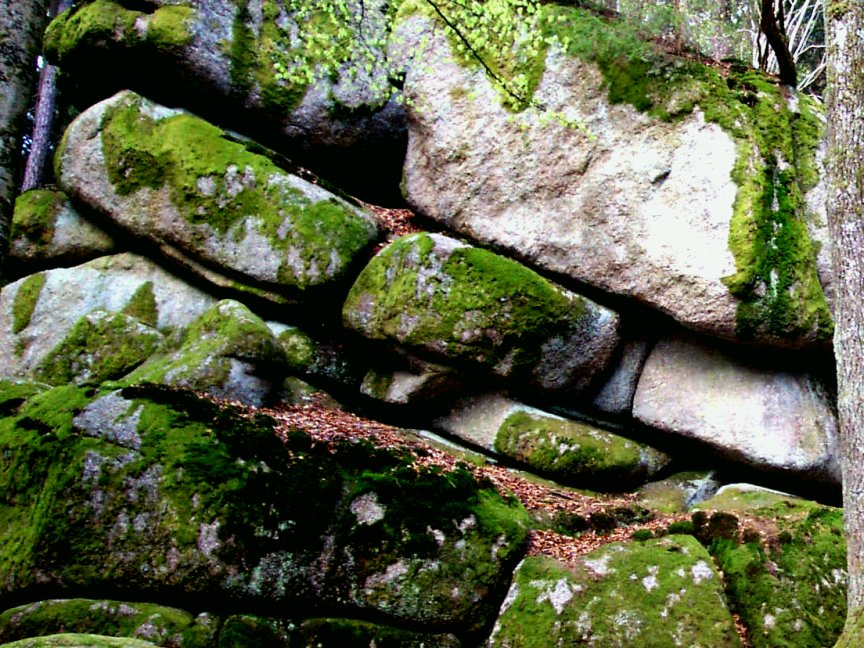
Wollsackverwitterung der Granitblöcke im Höllbachtal

Der Baumbestand besteht hauptsächlich aus widerstandsfähigem Lindenwald, der Eisgängen und Hochwassern besser standhalten kann, als Fichten und Buchen. In dem schattigen, selbst im Sommer kühl feuchten Klima, haben sich zahlreiche schützenswerte Tier- und Pflanzenarten erhalten. Oberhalb des Naturschutzgebietes wird zwar ein Teil des Wassers zur Stromgewinnung gestaut bzw. abgezweigt, weshalb an manchen Tagen, vor allem im Sommer, nur ein schmales Rinnsal zu sehen ist. Dennoch sind eine Vielzahl bedeutender Lebensräume erhalten, die für die Bachtäler des Falkensteiner Vorwaldes typisch sind.
Das Tal wird weitgehend in seinem natürlichen Zustand erhalten. Absterbende Bäume und Totholz werden nicht entfernt.

## Tourismus
Das Gebiet ist ein beliebter Wander- und Ausflugsort. Ein Rundwanderweg folgt den natürlichen Geländeverläufen.